# Oxyopes squamosus
Oxyopes squamosus là một loài nhện trong họ Oxyopidae.
Loài này thuộc chi Oxyopes. Oxyopes squamosus được Eugène Simon miêu tả năm 1886.